# TT del Centaure
TT del Centaure  (TT Centauri) és un estel variable a la constel·lació de Centaure. La seva distància al sistema solar no és ben coneguda; diverses fonts donen una xifra compresa entre 2.900 i 4.500 anys llum.
De tipus espectral CSe, TT del Centaure és una estrella de carboni amb certs atributs propis d'una estrella de tipus S. Els estels amb aquestes qualitats són molt poc freqüents, sent UY Centauri el prototip dels «estels SC». TT Centauri té una temperatura superficial de 2.400 K i la seva lluminositat és 6.500 vegades superior a la lluminositat solar. En l'actualitat, perd massa estel·lar a raó de 2,5 × 10-7 masses solars per any. Una altra característica d'aquests estels és la seva gran grandària; el radi de TT Centauri és ~ 475 vegades més gran que el radi solar, equivalent a 2,2 ua; si estiguera al lloc del Sol, les òrbites dels quatre planetes interiors quedarien englobades a l'interior de l'estel.
TT del Centaure és una variable Mira la lluentor de la qual oscil·la entre magnitud +11,5 i +16,5 al llarg d'un període de 462 dies. En aquestes variables —entre les quals es troben Mira (ο Ceti) i R Centauri— la inestabilitat prové de pulsacions en la superfície estel·lar, cosa que provoca canvis de color i lluentor. En el transcurs d'uns milions d'anys TT Centauri expulsarà les seves capes externes creant una nebulosa planetària, quedant el nucli romanent com una nana blanca.